# Jean le Fèvre
Jean Le Fèvre (ou Lefèvre) est un cardinal français né au château de Maumont en Corrèze et mort le 6 mars 1372 à Avignon. Il est un cousin du pape Grégoire XI.

## Repères biographiques
Jean Le Fèvre est doyen du chapitre d'Orléans. En 1360, il est élu évêque de Tulle. Il est créé cardinal par le pape Grégoire XI lors du consistoire du 30 mai 1371.